# Kisváros (fogalom)

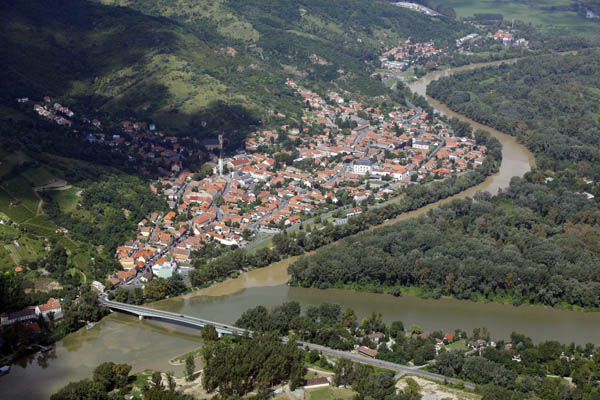
Tokaj kisvárosról készült légi felvétel.

A kisváros szó alatt általában a falunál nagyobb, de a városnál kisebb települést értjük. A szó azonban utalhat az ilyen településen élő lakók összességére, és az ilyen település életvitelére, kultúrájára is.
Némely esetben (főleg az angol nyelvterületen) a "town" szó a falu, illetve a város szinonimája. A town a "township" rövidítése is lehet. Manapság onnan lehet megkülönböztetni a kisvárosokat a falvaktól, hogy a kisváros ipara nagyrészt a kereskedelemből, illetve a nyilvános szolgáltatásokból áll (a városhoz hasonlóan), ellentétben a falvakkal, ahol leginkább a mezőgazdaság számít a fő iparnak.
A szót minden országban máshogy értelmezik. Magyarországon például nincs hivatalos megkülönböztetés, ugyanis a köznapi értelemben a város szó egyszerre utal a nagyvárosra és a kisvárosra. Magyarországon egy falu elnyerheti a (kis)városi státuszt, ha megnövekedett életkörülményeket biztosít. Mivel kisvárosnak lenni azzal is jár, hogy a város megnövekedett támogatást kap a kormánytól, így több falu is megpróbálja megszerezni a városi rangot.
A több mint 50 000 emberből álló kisvárosok megszerezhetik a megyei jogú város rangját. Akadnak kivételek is, amikor kevesebb mint 50 000 emberből álló kisvárosok szerezték meg a rangot: Érd, Hódmezővásárhely, Salgótarján és Szekszárd. 2013 közepén mindössze 23 ilyen jellegű kisváros volt Magyarországon.

## Etimológia
A magyar kisváros szó a "kis" és a "város" szavak keresztezése. A szó angol megfelelője, a town a német Zaun, a holland tuin, illetve a skandináv tun szavakból származik.

## Külső hivatkozások
- Australian Bureau of Statistics: Australian Standard Geographical Classification (ASGC) 2005
- Open-Site Regional Archiválva 2021. január 29-i dátummal a Wayback Machine-ben — Contains information about towns in numerous countries.
- Geopolis : research group, university of Paris-Diderot, France — Access to Geopolis Database